# Scandal (banda japonesa)
Scandal (en japonés: スキャンダル, Hepburn: Sukyandaru) es una banda de rock japonés que proviene de Osaka, Japón. Se formó en agosto del 2006 por cuatro chicas de secundaria. Empezaron a tocar en vivo en las calles hasta que firmaron con la compañía indie Kitty Records.
En 2008, lanzaron 3 sencillos y un miniálbum mientras que ofrecían conciertos en los Estados Unidos, Francia y Hong Kong. En ese mismo año, en octubre, Scandal debutó con su primer sencillo, "Doll", bajo la compañía Epic Records Japan.
La banda ha participado en varios animes, haciendo los tema de apertura y cierre, como el 10.º tema de apertura de Bleach titulado "Shoujo S" y el 15.º titulado "Harukaze". También el 4.º de cierre del anime Fullmetal Alchemist: Brotherhood titulado "Shunkan Sentimental". Participaron en el anime Star Driver: Kagayaki no Takuto haciendo el 2.º tema final titulado "Pride". Recientemente se encargaron del 8.º Ending titulado "A.M.D.K.J. (Amidakuji, 阿弥陀籤)" en el anime GeGeGe no Kitarō.
Las chicas cuentan con una gran cantidad de seguidores nacionales y extranjeros, y realizan espectáculos en todo el mundo. En los últimos años también llamaron la atención como iconos de la moda, y como productores de su propia línea de ropa 'Feedback!'. En 2019 fundaron su sello privado 'her'. En 2023, cuando celebraron su 17 aniversario, fueron reconocidos por Guinness World Records como "La banda de rock más antigua con los mismos músicos (mujeres)".

## Integrantes
- Haruna: Vocalista y guitarra rítmica.
  - Nombre completo: Ono Haruna (小野春菜).
  - Fecha de nacimiento: 10 de agosto de 1988 (36 años).
  - Lugar de nacimiento: Prefectura de Aichi, Japón.

- Mami: Guitarra principal y vocalista.
  - Nombre completo: Sasazaki Mami (笹崎まみ).
  - Fecha de nacimiento: 21 de mayo de 1990 (35 años).
  - Lugar de nacimiento: Prefectura de Aichi, Japón.

- Tomomi: Bajo y vocalista.
  - Nombre completo: Ogawa Tomomi (小川ともみ).
  - Fecha de nacimiento: 31 de mayo de 1990 (35 años).
  - Lugar de nacimiento: Prefectura de Hyōgo, Japón.

- Rina: Batería, teclado y vocalista.
  - Nombre completo: Suzuki Rina (鈴木理菜).
  - Fecha de nacimiento: 21 de agosto de 1991 (33 años).
  - Lugar de nacimiento: Prefectura de Naga, Japón.

## Historia

### Carrera indie
Scandal fue formado en agosto del 2006 por 4 chicas de secundaria. Las chicas Haruna, Mami, Tomomi y Rina se conocieron en la escuela de baile y canto Caless en Osaka.
Un poco después, empezaron a tocar en vivo cada fin de semana en el parque del castillo de Osaka en Shiroten. Pronto recibieron ofertas por parte de clubes en Osaka y Kioto.
Scandal firmó con la compañía de artistas indie Kitty Records y lanzó 3 sencillos exclusivos a Tower Records. El primero "Space Ranger" alcanzó el lugar #2 en el Tower Indie Charts y los otros 2 "Kagerou" y "Koi Moyou" alcanzó el #1. En marzo, la banda realizó una serie de conciertos en el Japan Nite US tour 2008, en 6 ciudades importantes de los Estados Unidos. También dieron un concierto en la famosa convención de anime y manga japonesa Sakura-Con. En julio, la banda dio un concierto al frente de más de 10,000 personas en la Japan Expo en Francia y en la Ani-Com en Hong Kong.
Scandal concluyó su carrera indie lanzando su primer miniálbum titulado Yah! Yah! Yah! Hello Scandal ~Maido! Scandal Desu! Yah Yah Yah!~".

### Debut
2008 continúo siendo un año memorable para Scandal. En octubre, hicieron su debut en Epic Records Japan con el sencillo "Doll". Este sencillo las dio a conocer más a grandes rasgos haciendo aparecer a la banda en varios shows en televisión y en la radio como Music Station.

### 2009
La banda lanzó su 2.º sencillo "Sakura Goodbye" en marzo del 2009 en conmemoración a la graduación de secundaria de Mami y Tomomi. Este sencillo es una nueva versión de su canción "Sakura" solo escuchada en vivo. Después, lanzaron su 3.er sencillo titulado "Shoujo S", el cual fue utilizado como el 10.º tema de apertura para la serie de anime Bleach, este sencillo les trajo bastante popularidad haciendo a la banda llegar al puesto #6 en el Oricon.
El 14 de octubre, Scandal lanzó su 4.º sencillo "Yumemiru Tsubasa" y a la siguiente semana lanzaron su 1.er álbum de estudio Best Scandal. El álbum alcanzó el puesto #5 en el Oricon, haciendo a la banda, la primera banda de chicas desde ZONE en tener un álbum el top cinco. En diciembre Scandal hizo su primer tour one-man. Concluyendo el año, la banda ganó el premio al "Nuevo Artista" en el 51st Japan Record Award pero perdió el premio al "Mejor Nuevo Artista" contra Big Bang.

### 2010
En el 2010 Scandal inició el año lanzando su 5.º sencillo "Shunkan Sentimental", el cual fue usado para ser el 4.º ending del anime Fullmetal Alchemist: Brotherhood. Al siguiente mes, Scandal hizo un tour de primavera llamado "Scandal ~Shunkan Sakura Zensen TOUR~ 2010 SPRING". Con la llegada de este tour, la banda hizo una encuesta en Twitter para elegir una canción de la cual hacer un cover, la canción ganadora fue "secret base ~Kimi ga Kureta Mono~" de ZONE. En junio, la banda lanzó su 6.º sencillo "Taiyou to Kimi ga Egaku Story", una canción pop de verano, luego, en julio lanzó su 7.º sencillo "Namida no Regret", el cual es su primera balada original.
Entre finales de julio y principios de agosto, Scandal viajó a Hong Kong, para tocar en vivo por 3.er año consecutivo en la convención Ani-Com y dio su primer concierto one-man.
Además Scandal también apareció en la portada de la revista coreana re:spect music magazine
y su sencillo "Taiyou to Kimi ga Egaku Story" alcanzó el puesto #1 en "RTHK J-pop Chart".
También ganaron una medalla de bronce por ser el "Mejor Artista Novato" en RTHK.
Después de regresar a Japón, Scandal lanzó su 2.º álbum de estudio titulado "Temptation Box" el 11 de agosto. El álbum alcanzó el puesto #3 en el Oricon, haciendo a la banda, la primera banda de chicas que tiene un álbum en el top tres en más de un año desde Kokuhaku de chatmonchy. El álbum fue lanzado en 42 países por todo el mundo.
Más tarde en agosto, Scandal proporcionó el tema, un tema insertado y el tema de cierre para la película animada Loups=Garous, la cual se estrenó en cines japoneses el 28 de agosto. Las canciones fueron "Midnight Television", "Koshi-Tantán", y "Sayonara My Friend" respectivamente. La banda también apareció en la película como ellas mismas, haciendo su debut en la pantalla grande como banda. Aparecieron en una escena de un concierto recurriendo a la técnica de la captura de movimiento, produciendo de este modo una representación realista de los movimientos de la banda. Además todas las integrantes de la banda tuvieron un pequeño rol de voz en un personaje terciario.
En octubre, Scandal lanzó su 8.º sencillo "Scandal Nanka Buttobase". La canción fue escrita y compuesta por el dúo esposo-esposa Aki Yoko y Uzaki Ryudo, quienes son conocidos por crear varias canciones de Yamaguchi Momoe. La edición limitada contenía un DVD con el primer show de televisión de la banda "Shiteki Ongaku Jijou", el cual consiste en 13 episodios que va desde julio hasta septiembre del 2010. En noviembre lanzaron un miniálbum llamado "R-Girl's Rock!", el cual contiene covers de canciones de aristas femeninas de las últimas 3 décadas. Rina hizo su primera colaboración de voz, cantando en la canción "Sunny Day Sunday".

### 2011
Scandal continúo trabajando a principios de 2011, lanzando en febrero su 9.º sencillo "Pride",
el cual fue utilizado para ser el 2.º ending del anime Star Driver: Kagayaki no Takuto. El sencillo incluía las canciones "Cute!" la cual es una colaboración con cinnamoroll de Sanrio y "Emotion" la primera canción escrita únicamente por una integrante de la banda: Rina. En abril, el día 20, Scandal lanzó su 10.º sencillo titulado "Haruka" el cual fue utilizado para ser el tema de la película "Toufu Kouzo". Más tarde Scandal, lanzó su 11.º sencillo "Love Survive" en julio y su 3.er álbum de estudio "Baby Action" en agosto, el cual alcanzó el puesto #4 en el Oricon. La edición limitada DVD contenía el video musical de la canción original propia de la banda "Scandal no Theme".
El 11 de septiembre Scandal emprendió su tour "Scandal Asia Tour 2011 "Baby Action" ", donde ofrecieron conciertos en Taiwán, Hong Kong y Singapur y concluyó el 17 de septiembre. El 28 de septiembre Scandal lanzó su primer DVD recopilatorio que incluía todos sus videos musicales más 2 videos nuevos, "Dobondobondo no Theme" y "Koshi-Tantán".

### 2012
Scandal regresó en el 2012 con su 12.º sencillo "Harukaze" el cual fue elegido para ser el opening #15 del anime Bleach. El sencillo, además, contenía 2 covers, de 2 openings anteriores de Bleach. Las canciones son "Asterisk" (opening #1) de Bleach originalmente de Orange Range y "Alones" (opening #6 de Bleach) originalmente de Aqua Timez. En marzo, Scandal lanzó su 1.er álbum recopilatorio "Scandal Show". En marzo, Scandal logró una gran hazaña, la cual consistió en dar su 1.er concierto one-man en el alabado Nippon Budokan, el concierto se llamó "Scandal Japan Title Match Live 2012 -Scandal vs Budokan-". En mayo, emprendieron el tour "Live Ido Live" finalizando el 17 de junio.
En julio Scandal lanzó su 13.º sencillo "Taiyou Scandalous", la canción fue compuesta por Naoto de Orange Range. El sencillo se lanzó en 3 ediciones, la regular, la edición especial unit A y la edición especial unit B. Las ediciones especiales unit A y unit B contienen canciones diferentes de las 2 unidades especiales de Scandal, "Koi no Hajimari wa Diet" de la unidad A "Almond Crush" compuesta por Haruna y Rina, "Cherry Jam" de la unidad B "Dobondobondo" compuesta por Mami y Tomomi. La canción "Koi no Hajimari wa Diet" fue la primera canción de Rina, cantándola completamente. En agosto Scandal lanzó el DVD del concierto en el Nippon Budokan llamado igual que el concierto, "Scandal Japan Title Match Live 2012 -Scandal vs Budokan-". En septiembre Scandal lanzó su 14.º sencillo "Pin Heel Surfer" canción compuesta por la banda veterana Triceratops y su 4.º álbum de estudio "Queens Are Trumps -Kirifuda wa Queen-". El álbum alcanzó el puesto #4 en el Oricon. La edición limitada DVD contenía el vídeo musical de sus previas canciones "Koi no Hajimari wa Diet" y "Cherry Jam".
Scandal hizo algunas colaboraciones con la versión de "How Crazy" de Yui para un álbum tributo de la misma artista "She Loves You" y con la canción "Happy Collector" lanzada en OST de la película japonesa "Kyo, Koi wo Hajimemasu".
El 1 de diciembre Scandal ofreció un concierto one-man en vivo en Malasia llamado " Scandal Special Live in Malaysia 2012".

### 2013
El 6 febrero Scandal lanzó un álbum recopilatorio "Encore Show" que es tomado como una colección especial y contiene las canciones B-sides de todos sus anteriores sencillos, este álbum contiene la canción de sus días indie "Playboy"; además la canción "Happy Collector". El álbum alcanzó por primera vez en la historia de Scandal el puesto número 1 en Oricon top charts en su primer día de ventas, sin embargo alcanzó el puesto número 3 de la semana.
Scandal logró su sueño y meta como banda, al tocar en el glorioso Osaka-jō Hall, el cual fue todo un éxito. A mediados de marzo, las chicas emprendieron un tour asiático, en el cual, hicieron presentaciones en Singapur, Indonesia y Tailandia. EL 22 de mayo, lanzaron su 15.º sencillo titulado "Awanai Tsumori no, Genki de ne"", la canción debutó en el puesto número 4 en Oricon top charts. La canción fue elegida para ser el tema principal de la película "Ore wa Mada Honki Dashitenai Dake". En junio comenzaron un tour por varias regiones de Japón titulado: "Scandal Live Tour 2013 "Sca wa Mada Honki Dashitenai Dake"".
El 6 de junio, se anunció, que la nueva canción de la banda "Brand New Wave" sería utilizada para el comercial de la bebida energética "Stylee Sparkling". Posteriormente la banda anunció su 16.° sencillo llamado "Kagen no Tsuki" el cual se lanzó el 14 de agosto. El sencillo incluye el B-side "Kimi to Mirai to Kanzen Douki" el cual es utilizado para el proyecto "Robot Scandal".
La banda se presentó junto a "ROBI" el robot, en el "Grand Front Osaka", donde tocaron la canción. El robot fue diseñado por Tomotaka Takahashi.
Más adelante, se anuncia el 17.º sencillo, "Over Drive" y salió a la venta el 18 de septiembre, este sencillo fue compuesto por Nakata Yasutaka de CAPSULE y las dos semanas siguientes lanzaron su 5.º álbum de estudio titulado "Standard", debutando en el puesto semanal del Oricon #3, convirtiendo a Scandal en la única banda de chicas japonesas en tener sus álbumes de estudio en el TOP 5 consecutivos, superando a Chatmonchy y a ZONE. La banda realizó su tour de otoño de este año titulado "Scandal Hall Tour 2013 "Standard"", en el cual, se presentaron en 21 diferentes lugares por todo Japón, el tour más largo hasta la fecha. El cuarteto de chicas sigue ofreciendo múltiples presentaciones; se anunció que la banda tendrá un sencillo colaborativo donde participó junto a Takanori Nishikawa de T.M. Revolution, este sencillo se titula "Count Zero/Runners High ～Sengoku Basara 4 EP～", donde el tema "Count Zero" es interpretado por T.M. Revolution y "Runners High" por Scandal, este sencillo ocupa el tema de apertura y de cierre del videojuego Sengoku Basara 4, salió a la venta el 12 de febrero de 2014. Además Haruna anunció durante su presentación final del tour "Standard", que estarán presentándose nuevamente en Osaka-jō Hall el 22 de junio de 2014, el concierto se titula "Scandal Arena Live 2014 "360°"" y se presentaran en Yokohama Arena dos días seguidos los días 28 y 29 de junio de 2014 titulado "Scandal Arena Live 2014 "Festival"".
En noviembre se anunció que Scandal se presentara en Honolulu Ekiden & Music Festival 2014 en Hawái (una carrera) el 1 de junio de 2014, además de que Scandal ofrecerá un saludo de bienvenida con Lei hawaiano, un show en vivo acústico, cena, juegos y una conversación con Scandal, además de que los fanes hawaianos podrán participar en la carrera junto a alguna de las chicas de Scandal.

### 2014
Scandal comenzó el año realizando un pequeño tour exclusivo para su club de fanes titulado “Scandal Mania presents Scandal Collection 2014”, se presentaron en cinco locaciones en Japón, Nagoya, Osaka, Hiroshima y Tokio. Al finalizar su tour, se presentaron en EX Theater Opening Series 2014 New Year Premium "Go Live Vol.1" en Tokio. En febrero Haruna hizo su primera aparición en la obra japonesa “Ginga Eiyuu Densetsu Dai 4 Shou Kouhen Gekitotsu” del 12 de febrero hasta el 2 de marzo en el teatro de Aoyama en Tokio. Haruna interpretó el papel de un joven chico llamado “Emil von Selle”. El 12 de febrero salió a la venta Count Zero/Runners High debutando en el puesto número 5 en Oricon. Scandal anunció su tour “Scandal Toppatsu One-Man Live Series 「Kyuu ni Kite Gomen. in Kita」”, del 2 de mayo hasta el 10 del mismo mes, tocando en Hokkaido, Aomori y Akita. El 27 de febrero se anunció que su nueva canción “Rainy” sería el tema principal de la película Cazadores de sombras: Ciudad de hueso (Shadow Hunter en Japón), además de que la canción fue escrita por Rina y compuesta por Scandal.
El 3 de marzo, primer aniversario después de presentarse en Osaka-jō Hall, se subió un video en su sitio web oficial, el cual contenía un mensaje que decía:
“El 3/3, un precioso día para nosotras, les enviaremos nuestra nueva canción de primavera”.
Y un video promocional para su nueva canción “Departure” escrita y compuesta por Mami, el video solo estuvo disponible 24 horas. Aunque la canción solo estuvo disponible un día, el 12 de marzo “Departure” alcanzó el primer puesto en USEN Hit J-Pop, un ranking donde se transmiten las canciones más pedidas por los usuarios.
La banda estuvo un poco inactiva debido a que Haruna estaba presentándose en la obra de teatro. Fue hasta el 16 de marzo que se presentaron en el “Band Yarou Yo!! vol. 5” en Tokio. El 11 de marzo se dio a conocer que Tomomi se uniría a Domoto Brothers Band, una banda compuesta por varios músicos que aparecen ocasionalmente en el programa Shin Domoto Kyoudai cuando un invitado musical aparece en el programa. El 21 de marzo, se anunció su 18.º sencillo “Departure” lanzándose el día 23 de abril, conteniendo como B-side a “Rainy”, es significa que este es el primer sencillo compuesto por la banda.
El 10 de abril se dio a conocer que el sencillo "Yoake no Ryuuseigun" sería el tema principal de la película de Pokémon titulada Diancie y la crisálida de la destrucción la cual se proyectó en los cines japoneses el día 19 de julio, mientras que el sencillo salió a la venta el 16 de julio, la letra fue escrita por Tomomi y la música fue compuesta por Hidenori Tanaka. La banda se presentó en Music Japan el 14 de abril.
El 29 de junio de 2014 Scandal finalizó exitosamente Scandal Arena Live 2014「360°」 y Scandal Arena Live 2014「Festival」, donde en este último, se presentaron dos días, lo cual no sucedía desde hace mucho tiempo, que una banda femenina se presentara dos días consecutivos, la última banda fue Princess Princess. El 15 de junio se dio a conocer que Scandal estaría presentándose en Corea del Sur, el 3 de agosto, en un festival titulado "Incheon Pentaport Rock Festival 2014". El 24 de junio se anunció que Rina estaría impartiendo un seminario de bateristas llamado "Scandal Rina Drum Seminar", el cual fue realizado exitosamente el 29 de julio. El 29 de junio, se anunció en la web official que Scandal estaría haciendo un tour titulado "Kyuu ni Kite Moratte Gomen. 2014 ~Shinkyoku Yaru Kara Kiite Yo~", el cual comenzó el 14 de septiembre. Durante este tour, tocaron 5 días en Tokio y 5 días en Osaka, además de que tocaron nuevas canciones. El 20 de septiembre Scandal se presentó en 2014 Inochi Festa, un concierto que es organizado por una fundación que apoya a niños que viven con un corazón artificial, Scandal se encargó del tema principal de la fundación, llamado Place of Life. El 28 de septiembre, Haruna anunció, durante la última presentación del tour "Kyuu ni Kite Moratte Gomen. 2014 ~Shinkyoku Yaru Kara Kiite Yo~", el sexto álbum de estudio titulado Hello World y el 20.º sencillo "Image" escrito y compuesto por Mami; además anuncio el tour mundial llamado Scandal World Tour 2015「Hello World」 que se llevó a cabo durante la primera mitad del año 2015, presentándose en 31 locaciones distintas en Japón, además de París, Londres, Estados Unidos, México, Singapur, Alemania, Taiwán y Hong Kong.

### 2015

Nuevo logo de Scandal(2015)

Scandal arrancó el año 2015 con el lanzamiento del DVD Scandal Arena Live 2014「Festival」, el cual contiene la presentación del día 29 de junio en Yokohama Arena, saliendo a la venta el 15 de enero. Luego comenzaron con el tour Scandal World Tour 2015「Hello World, donde el 22 de febrero presentaron una nueva canción, la cual terminó siendo incluida en su 7.º álbum de estudio Yellow llamada Happy Birthday. El 31 de mayo finalizaron exitosamente el tour Scandal World Tour 2015「Hello World. El 31 de mayo anunciaron el 21.° sencillo titulado "Stamp!", el cual se describe como una canción de rock americano, saldría a la venta el 22 julio. Stamp! obtuvo el quinto puesto en Oricon.
El 23 de junio, en la cuenta oficial de Twitter de la banda, se anunció el cambio de Logotipo, reemplazando el antiguo logo que había durado del 2010 hasta la mitad del 2015.
El 20 de julio se anunció el documental "Hello World", que cubrirá las presentaciones del tour del mismo nombre, además será proyectado en 8 países por 5 meses. La primera proyección del filme se llevó a cabo en Japón el 17 de octubre, también se tendrá a "Chiisana Honoo" como el tema del filme . El 23 de julio se anunció el 22.° sencillo titulado "Sisters" en una transmisión en vivo en LINE. Sisters obtuvo el noveno puesto en Oricon. El 1 de octubre, se dio a conocer que Scandal se encargó del tema principal de la película Neko Nanka Yondemo Konai, que fue proyectada en los cines japoneses en enero de 2016. La canción es titulada "Morning Sun" y es descrita por las miembros de la banda, que es una canción muy diferente a su estilo. En noviembre se anunció que el documental sería proyectado en diferentes cines de México, Perú y Chile. El 8 de diciembre se anunció una colaboración con Sony, lanzando un Walkman de edición especial de Scandal, se podía adquirir tanto el reproductor como los audífonos de alta calidad; y cada Walkman tendrá precargada una versión de Sisters de Audio de Alta resolución. Al día siguiente, el 9 de diciembre se anunció que el DVD y el Blu-ray de Scandal documentary sería lanzado el 23 de diciembre, ambas ediciones del documental contendrían un PV de "Chiisana Honoo". El 23 de diciembre se anunció el séptimo álbum de estudio titulado "Yellow" que saldrá a la venta el 2 de marzo de 2016. Además se anunció el primer tour del año, Scandal Tour 2016「Yellow」, que comienza el 13 de abril de 2016 y terminara el 11 de junio del mismo año, además de Japón, también habrá presentaciones en Taiwán y Hong Kong.

### 2016
Scandal comenzó el año finalizando exitosamente su tour Scandal Arena Tour 2015-2016 『Perfect World』, con sus dos últimas presentaciones en el Nippon Budokan. El 3 de marzo salió a la venta el séptimo álbum de estudio Yellow, debutando en el puesto #2 en Oricon, convirtiendo a Scandal en la única banda femenina de todo Japón en tener 7 álbumes de estudio en el TOP 5 de ventas. Más tarde, se agregarón nuevas fechas y lugares al tour Scandal Tour 2016「Yellow」, agregando Hawái y Singapur. Scandal participara en Honolulu Ekiden & Music Festival 2016, que tendrá cede en Honolulu, Hawái y se llevara a cabo el 22 de mayo. Scandal dio a conocer que tendrá una presentación llamada Scandal 10th Anniversary Festival 『2006-2016』 para conmemorar el décimo aniversario de la banda. El 3 de marzo, Mami se retiró una semana debido a que enfermo de influenza tipo B. El 13 e abril, se dio a conocer que Scandal se presentaria en algunos países de Europa como parte de su tour 「Scandal Tour 2016 “Yellow” in Europe」. Los países anunciados fueron: Países Bajos, Alemania, Polonia, Austria, Italia, Francia, España y el Reino Unido. El 5 de mayo, Mami se presentó junto a Super Beaver en el concierto Japan Jam Beach 2016, interpretando el tema 「Q&A」 del álbum "Aisuru" de Super Beaver, donde Mami participó cantando los coros. El 17 de mayo, se canceló el concierto de Scandal en Hawái, debido a que Mami estaba hospitalizada por problemas de salud. El 24 de mayo Mami fue dada de alta del hospital. El 11 de mayo, se anunció el sencillo #23 de la banda, titulado 「Take me Out」(テイクミーアウト), que será lanzado a la venta el 27 de julio del presente año, además, el 18 de junio se anunció el regreso de la subunidad de Scandal formada por Tomomi y Mami "Dobondobondo", interpretando los b-sides de las ediciones limitadas del sencillo "A" y "B" tituladas "Sekapero" (セカペロ) y " Dobondobondo Dungeon (どぼんどぼんどダンジョン) " mientras que Rina interpretara el b-side de la edición regular titulado "I want you". Durante el concierto Scandal 10th Anniversary Festival 『2006-2016, Haruna anuncio el segundo Best-Album titulado "Scandal", el cual salió a la venta el 15 de febrero del siguiente año, conteneniendo las 34 canciones más populares de la banda, cuyos resultados se obtuvieron de una encuesta en línea, más 2 canciones nuevas. Más tarde, se anunció el DVD Scandal 10th Anniversary Festival 『2006-2016』, el cual contendrá el "making-of" del mismo y un DVD recopilatorio, titulado Video Action 2, que recopilara todos los Videos Musicales desde Harukaze hasta la fecha, y contendrá el video musical de Scandal Baby y Dobondobondo Dungeon.

### 2017
Scandal comenzó sus actividades musicales hasta el 13 de febrero, lanzando su best álbum de aniversario titulado Scandal, alcanzando el puesto #2 en ventas. El primer concierto del año, fue en el inicio de la gira Scandal Tour 2017『Scandal's 47 Prefecture Tour』 el día 13 de marzo, donde tocaran en las 47 prefecturas de Japón por primera vez en su historia, su gira más larga hasta la fecha en ese momento, durante cuatro meses.
El concierto del undécimo aniversario de Scandal el 21 de agosto de 2017 fue grabado para el episodio del 21 de octubre del programa de televisión Storytellers. El 7 de octubre, Scandal fue invitada a Hamburgo para actuar en el espectáculo del 40 aniversario de la artista alemana Nena, quien se describió a sí misma como fanática de Scandal. La banda versionó el exitoso sencillo de Nena "Willst du mit mir gehn" cantando la frase del título en alemán y el resto de la canción en japonés. El 21 de agosto, la banda lanzó un sencillo digital, "Koisuru Universe".

### 2018
Su octavo álbum de estudio Honey fue lanzado en Japón el 14 de febrero de 2018 y en Europa el 2 de marzo. Honey alcanzó el número 3 en las listas semanales de Oricon, extendiendo su racha de ser la única banda de chicas en tener consecutivamente sus álbumes alcanzando el top 5 de las listas a 8. El álbum también encabezó nueve listas en toda Europa, y alcanzó el top 10 en tres más. Más tarde ese año, la banda se embarcó en otra gira mundial, SCANDAL TOUR 2018 "HONEY", que incluyó dos conciertos debut en Beijing y Guangzhou, China.
En la víspera de Navidad de 2018, durante su "Best Xmas 2018 Concert" en Akasaka Blitz, Scandal anunció la formación de su propio sello musical dirigido por la banda "her". Describen la etiqueta como una plataforma para que "exploren libremente" a sí mismos y a su arte.

### 2019
La banda lanzó su primer CD doble lado A en el sello "her" con las canciones "Masterpiece" y "Mabataki" el 27 de marzo de 2019. En mayo, Scandal se convirtió en el primer cabeza de cartel japonés en actuar en HUSH! Full Music 2019, el festival de música más grande de Macao. SCANDAL TOUR 2019 "Fuzzy Summer Mood" comenzó en junio con 15 conciertos en 14 ubicaciones en Japón.
El 7 de agosto de 2019, Scandal lanzó el sencillo digital "Fuzzy". Esto fue seguido por el sencillo digital "Saishūheiki, kimi" el 5 de noviembre de 2019. Durante este tiempo, el canal oficial de YouTube de la banda obtuvo el puesto 25 en el ranking de "artistas / artistas japoneses más suscritos en 2019" de Nikkei Entertainment.

### 2020
En enero de 2020, la canción "A.M.D.K.J." fue anunciada como el tema de cierre del anime GeGeGe no Kitarō, mientras que "Tonight" fue anunciada como el tema principal del drama japonés Raise de wa Chanto Shimasu (I'll be fine in the afterlife).  El 12 de febrero de 2020, la banda lanzó su noveno álbum de estudio, Kiss from the Darkness, que incluía todas las canciones que habían sido lanzadas en el sello "her". El álbum alcanzó el número cinco en las listas semanales de Oricon, extendiendo la racha de Scandal de tener sus nueve álbumes alcanzando el top 5 de las listas tras su lanzamiento. El álbum también entró en iTunes en otros cuatro países, alcanzando el puesto # 21, # 33, # 33 y # 60 en Australia, Estados Unidos, Canadá y Francia respectivamente. El 9 de marzo, la banda también lanzó un programa de radio presentado por ellos mismos, Scandal Catch Up supported by Meiji Apollo, transmitido semanalmente en Spotify Podcasts y la red de radio comercial japonesa JFN Park.
El 30 de mayo de 2020, la banda anunció la cancelación de la etapa japonesa de su Scandal World Tour 2020 "Kiss from the Darkness" debido a las estrictas medidas de precaución COVID-19 de Japón que prohíben grandes eventos públicos (incluidos conciertos) y las preocupaciones por la seguridad de sus fanáticos y personal. En el transcurso de los próximos meses, también anunciaron las cancelaciones y aplazamientos de sus etapas internacionales. El 3 de junio, la banda lanzó un sencillo digital, "Living in the City", que grabaron desde sus respectivos hogares durante las medidas de quedarse en casa de Japón por COVID-19.  El 15 de julio, lanzaron el sencillo digital "Spice" en colaboración con Xflag y su película animada Xpice, que se estrenó en el canal oficial de YouTube Xflag Anime el mismo día. Scandal también transmitió en vivo un programa de entrevistas conmemorativo en su canal oficial de YouTube en apoyo de Xpice. 
En el 14 aniversario de la formación de Scandal el 21 de agosto, la banda realizó su primer concierto livestream pagado, "Kiss from the Darkness" Livestream desde Katsushika Symphony Hills. Las imágenes de la transmisión en vivo se lanzaron más tarde ese año como su 8º concierto DVD, SCANDAL WORLD TOUR 2020 "Kiss from the darkness". El 18 de octubre, la banda apareció como invitados en 「project STAY HOPE」, un programa especial presentado por la banda de rock Blue Encount apoyando la reconstrucción de Kumamoto. La única actuación en vivo de Scandal con una audiencia en 2020, "SCANDAL『SEASONS』 colaboró con NAKED" se llevó a cabo el 24 de diciembre en Toyosu PIT, Tokio. El concierto también fue lanzado más tarde como una transmisión pagada.

### 2021
El 31 de enero de 2021, la banda lanzó una serie documental, 「"her" Diary 2021 en YouTube」, en su canal oficial de YouTube. La banda lanzó los sencillos "Eternal" y "Ivory" el 3 de marzo y el 16 de junio de 2021, respectivamente; además de estar disponible a través de streaming y descarga, también fue lanzado físicamente en CD, casete y vinilo en cantidades limitadas. La banda también ha tocado un SCANDAL MANIA TOUR 2021 en abril de 2021, así como su concierto del 15 aniversario, SCANDAL 15th ANNIVERSARY LIVE [INVITATION], el 21 de agosto de 2021 en Osaka-jō Hall. El evento fue grabado y lanzado más tarde ese año como su 8º concierto Blu-ray/DVD「SCANDAL 15th ANNIVERSARY LIVE『INVITATION』en OSAKA-JO HALL」. En agosto de 2021, la banda también fue el primer artista en aparecer en WILD STOCK, un programa de medios musicales en el que los artistas están invitados a acampar y actuar al mismo tiempo.  El 29 de septiembre de 2021, la banda lanzó el sencillo "one more time". En octubre, se llevaría a cabo "SCANDAL TOUR 2021" SCANDAL's Van Tour".

### 2022
El 26 de enero de 2022, se hace lanzamiento del décimo álbum original de estudio "MIRROR". De marzo a septiembre, se realizaría una gira mundial 『SCANDAL WORLD TOUR 2022 "MIRROR"』, que los llevará por América del Norte y Europa. En agosto, el evento del club de aficionados "SCANDAL's Mystery Tour 10" se celebró por primera vez en cuatro años.

### 2023
El sencillo número 28 "Line of Sight" hizo su lanzamiento el 10 de mayo y es la primera canción nueva en aproximadamente un año desde que se lanzó el álbum original "MIRROR" en enero de 2022. Esta canción fue escrita como tema principal del juego de cartas arcade "Mobile Suit Gundam Arsenal Base LINXTAGE".
El 21 de agosto de 2023, día de su aniversario número 17, se marca un evento histórico para la banda, el SCANDAL 17th ANIVERSARY "Sekaiichi" se celebró en Namba Hatchla y Scandal y fue certificado por Guinness World Records™ como "La banda de rock activa con más años de trayectoria con los mismos músicos (femeninos)". El anhelado deseo en Namba Hatch se ha cumplido y ha sido certificado durante 16 años y 358 días a partir del 28 de agosto de 2006. La nueva canción "Highlight no Naka de Bokura Zutto", que se interpretó por primera vez en el concierto, fue prelanzada el 22 de agosto y se lanzará como el nuevo sencillo número 29 el 4 de octubre.

## Discografía

### Sencillos indie
|    | Lanzamiento        | Título                            |
| -- | ------------------ | --------------------------------- |
| 1° | 3 de marzo de 2008 | Space Ranger (スペースレンジャー) |
| 2° | 4 de abril de 2008 | Koi Moyou (恋模様)                |
| 3° | 5 de mayo de 2008  | Kagerou (カゲロウ)                |

### Sencillos
|      | Lanzamiento              | Título | Posición en Oricon | Ventas        |
| ---- | ------------------------ | --- | ------------------ | ------------- |
| 1.º  | 22 de octubre de 2008    | Doll (Muñeca) 1. Doll 2. S.L. Magic 3. Doll (instrumental) | #26                | 12 572 copias |
| 2.º  | 4 de marzo de 2009       | Sakura Goodbye (Sakuraグッバイ, Adiós sakura) 1. Sakura Goodbye (Sakuraグッバイ) 2. Tokyo 3. Sakura Goodbye (instrumental) | #30                | 6 995 copias  |
| 3.º  | 17 de junio de 2009      | Shoujo S (少女S, Chicas) 1. Shoujo S (少女S) 2. Natsu Neiro (ナツネイロ) 3. Future 4. So Easy 5. Shoujo S (instrumental) | #6                 | 33 881 copias |
| 4.º  | 14 de octubre de 2009    | Yumemiru Tsubasa (夢見るつばさ, Las Alas de los Sueños) 1. Yumemiru Tsubasa (夢見るつばさ) 2. BEAUTeen!! 3. Daydream (Original: Judy and Mary) 4. Yumemiru Tsubasa (instrumental) 5. BEAUTeen!! (instrumental)                                                                                | #12                | 7 450 copias  |
| 5.º  | 3 de febrero de 2010     | Shunkan Sentimental (瞬間センチメンタル, Momento sentimental) 1. Shunkan Sentimental (瞬間センチメンタル) 2. Hoshi no Furu Yoru ni (星の降る夜に) 3. Yumemiru Koro wo Sugitemo (夢見る頃を過ぎても) (original: Hillbilly Bops) 4. Shunkan Sentimental (instrumental)                          | #7                 | 32 624 copias |
| 6.º  | 2 de junio de 2010       | Taiyou to Kimi ga Egaku Story (太陽と君が描くstory, La historia dibujada por ti y el Sol) 1. Taiyou to Kimi ga Egaku Story (太陽と君が描くstory) 2. Koshi-Tantan 3. Switch (スイッチ) 4. Taiyou to Kimi ga Egaku STORY (instrumental)                                                         | #10                | 16 027 copias |
| 7.º  | 28 de julio de 2010      | Namida no Regret (涙のリグレット, Lágrimas de Arrepentimiento) 1. Namida no Regret (涙のリグレット) 2. Midnight Television 3. Shining Sun 4. Namida no Regret (instrumental) | #14                | 12 176 copias |
| 8.º  | 6 de octubre de 2010     | Scandal Nanka Buttobase (スキャンダルなんかブッ飛ばせ, Enviando Escándalos Volando) 1. Scandal Nanka Buttobase (スキャンダルなんかブッ飛ばせ) 2. Scandal Nanka Buttobase (instrumental) | #3                 | 35 772 copias |
| 9.º  | 9 de febrero de 2011     | Pride (Orgullo) 1. Pride 2. Cute! 3. Emotion 4. Pride (instrumental) | #7                 | 25 531 copias |
| 10.º | 20 de abril de 2011      | Haruka (ハルカ, Distancia) 1. Haruka (ハルカ) 2. Satisfaction (サティスファクション) 3. Want You 4. Haruka (instrumental) | #3                 | 32 238 copias |
| 11.º | 27 de julio de 2011      | Love Survive 1. Love Survive 2. Kimi ni Shittochuu (君に嫉妬中) 3. Hikare (ひかれ) 4. Love Survive (instrumental) | #11                | 17 250 copias |
| 12.º | 22 de febrero de 2012    | Harukaze (春風, Brisa de primavera) 1. Harukaze (春風) 2. Alones (Original: Aqua Timez) 3. Asterisk (＊~アスタリスク~) (Original: Orange Range) 4. Harukaze (instrumental) | #6                 | 33 095 copias |
| 13.º | 11 de julio de 2012      | Taiyou Scandalous (太陽スキャンダラス, Sol Escandaloso) 1. Taiyou Scandalous (太陽スキャンダラス) 2. Welcome Home 3. Koi no Hajimari wa Diet (恋の始まりはダイエッ) (Almond Crush:HarunaxRina) 4. Cherry Jam (ちぇりーじゃむ) (Dobondobondo: TomomixMami) 5. Taiyou Scandalous (instrumental) | #2                 | 39 033 copias |
| 14.º | 12 de septiembre de 2012 | Pin Heel Surfer (ピンヒールサーファー) 1. Pin Heel Surfer (ピンヒールサーファー) 2. Osaka 3. Pin Heel Surfer (instrumental) | #9                 | 13 585 copias |
| 15.º | 22 de mayo de 2013       | Awanai Tsumori no, Genki de ne (会わないつもりの、元気でね, No pienso verte de nuevo, Cuídate) 1. Awanai Tsumori no, Genki de ne (会わないつもりの、元気でね) 2. 24 Jikan Plus no Yoake Mae (24時間プラスの夜明け前) 3. Awanai Tsumori no, Genki de ne (instrumental)                         | #4                 | 40 639 copias |
| 16.º | 14 de agosto de 2013     | Kagen no Tsuki (下弦の月, Luna Menguante) 1. Kagen no Tsuki (下弦の月) 2. Kimi to Mirai to Kanzen Douki (キミと未来と完全同期) 3. Kagen no Tsuki (instrumental) | #5                 | 34 712 copias |
| 17.º | 18 de septiembre de 2013 | Over Drive 1. Over Drive 2. Scandal in the House 3. Over Drive (instrumental) | #7                 | 19 208 copias |
| 18.º | 23 de abril de 2014      | Departure (Partida) 1. Departure 2. Rainy 3. Departure (instrumental) | #5                 | 39 861        |
| 19.º | 16 de julio de 2014      | Yoake no Ryuuseigun (夜明けの流星群, Una lluvia de meteoros al amanecer) 1. Yoake no Ryuuseigun (夜明けの流星群) 2. Your Song 3. Pokémon Ieru Kana? (ポケモン言えるかな？) 4. Yoake no Ryuuseigun (instrumental) 5. Pokémon Ieru Kana? (instrumental)                                         | #5                 | 42 156 copias |
| 20.º | 19 de noviembre de 2014  | Image (Imagen) 1. Image 2. Nai Nai Night 2014 (ないないNight 2014) 3. Image (instrumental) | #14                | 14 519 copias |
| 21.º | 22 de julio de 2015      | Stamp! 1. Stamp! 2. Flashback No.5 3. Stamp! (instrumental) | #5                 | 25 556 copias |
| 22.º | 9 de septiembre de 2015  | Sisters (Hermanas) 1. Sisters 2. Life Is a Journey 3. Sisters (instrumental) | #9                 | 18 058 copias |
| 23.º | 27 de julio de 2016      | Take Me Out (テイクミーアウト, Sácame) 1. Take Me Out (テイクミーアウト) 2. I want you 3. Sekapero (セカペロ) (Dobondobondo: TomomixMami) 4. Dobondobondo Dungeon (どぼんどぼんどダンジョン) (Dobondobondo: TomomixMami) 5. Take Me Out (instrumental)                                        | #11                | 21 880 copias |
| 24.º | 27 de marzo de 2019      | Masterpiece / Mabataki (マスターピース / まばたき, Obra maestra / Parpadeo) 1. Masterpiece (マスターピース) 2. Mabataki (まばたき) 3. Masterpiece (instrumental) | #7                 | 11 426 copias |
| 25.º | 3 de marzo de 2021       | eternal (Eterno) 1. eternal 2. eternal (TOWA TEI REMIX) | N/A                | N/A           |

### Sencillos digitales
|     | Lanzamiento             | Título |
| --- | ----------------------- | --- |
| 1.º | 21 de abril de 2010     | secret base ~Kimi ga Kureta Mono~ (secret base ~君がくれたもの~) 1. secret base ~Kimi ga Kureta Mono~ (secret base ～君がくれたもの～) |
| 2.º | 12 de diciembre de 2013 | Everybody Say Yeah! ~Takkyu Ishino Remix~ 1. Everybody Say Yeah! ~Takkyu Ishino Remix~ |
| 3.º | 19 de noviembre de 2014 | Place of life (feat. Tetsuya Komuro) 1. Place of life (feat. Tetsuya Komuro) |
| 4.º | 30 de enero de 2016     | Morning sun 1. Morning sun |
| 5.º | 10 de febrero de 2016   | Suki-Suki 1. Suki-Suki |
| 6.º | 23 de febrero de 2016   | Love Me Do 1. Love Me Do |
| 7.º | 22 de octubre de 2017   | Koisuru Universe (恋するユニバース) 1. Koisuru Universe (恋するユニバース) 2. Futari (ふたり) 3. Kimi to Yoru to Namida (Billboard Live Osaka 2017.08.21) (キミと夜と涙 (Billboard Live OSAKA 2017.08.21)) 4. Koe (Billboard Live OSAKA 2017.08.21) (声 (Billboard Live OSAKA 2017.08.21)) |

### Split singles
|     | Lanzamiento           | Título | Posición en Oricon | Ventas        |
| --- | --------------------- | --- | ------------------ | ------------- |
| 1.º | 12 de febrero de 2014 | Count Zero / Runners high ～Sengoku BASARA 4 EP～ 1. Count Zero 2. Runners High 3. Count Zero (instrumental) 4. Runners High (instrumental) | #5                 | 39 563 copias |

### Álbumes de estudio
|     | Lanzamiento              | Título                                                                      | Posición en Oricon | Ventas        |
| --- | ------------------------ | --------------------------------------------------------------------------- | ------------------ | ------------- |
| 1.º | 21 de octubre de 2009    | Best Scandal                                                                | #5                 | 52 956 copias |
| 2.º | 11 de agosto de 2010     | Temptation Box                                                              | #3                 | 60 301 copias |
| 3.º | 10 de agosto de 2011     | Baby Action                                                                 | #4                 | 55 664 copias |
| 4.º | 26 de septiembre de 2012 | Queens Are Trumps -Kirifuda wa Queen-(Queens are trumps -切り札はクイーン-) | #4                 | 50 476 copias |
| 5.º | 2 de octubre de 2013     | Standard                                                                    | #3                 | 57 951 copias |
| 6.º | 3 de diciembre de 2014   | Hello World                                                                 | #3                 | 49 132 copias |
| 7.º | 2 de marzo de 2016       | Yellow                                                                      | #2                 | 38 904 copias |
| 8.º | 14 de febrero de 2018    | Honey                                                                       | #3                 | 27,763 copias |
| 9.º | 12 de febrero de 2020    | Kiss from the darkness                                                      | #5                 | 17,146 copias |

### Álbumes recopilatorios
|                        | Lanzamiento           | Título       | Posición en Oricon | Ventas        |
| ---------------------- | --------------------- | ------------ | ------------------ | ------------- |
| 1.º Best Album         | 7 de marzo de 2012    | Scandal Show | #3                 | 64 140 copias |
| 2.º Colección especial | 6 de febrero de 2013  | Encore Show  | #3                 | 37 533 copias |
| 3.º Best Album         | 15 de febrero de 2017 | Scandal      | #2                 | 37 720 copias |

### Miniálbumes
|     | Lanzamiento             | Título | Posición en Oricon | Ventas        |
| --- | ----------------------- | --- | ------------------ | ------------- |
| 1.º | 8 de agosto de 2008     | Yah! Yah! Yah! Hello Scandal ~Maido! Scandal Desu! Yah Yah Yah!~ (Yah! Yah! Yah! Hello Scandal～まいど!スキャンダルです!ヤァヤァヤァ!～) (indie) | N/A                | 1 736 copias  |
| 2.º | 17 de noviembre de 2010 | R-Girl's Rock! | #9                 | 19 908 copias |